# Arte anticlerical

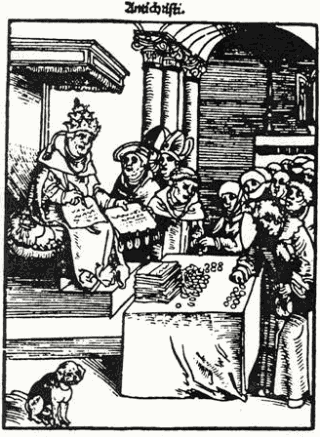
’Anticristo’ de Lucas Cranach el Viejo.

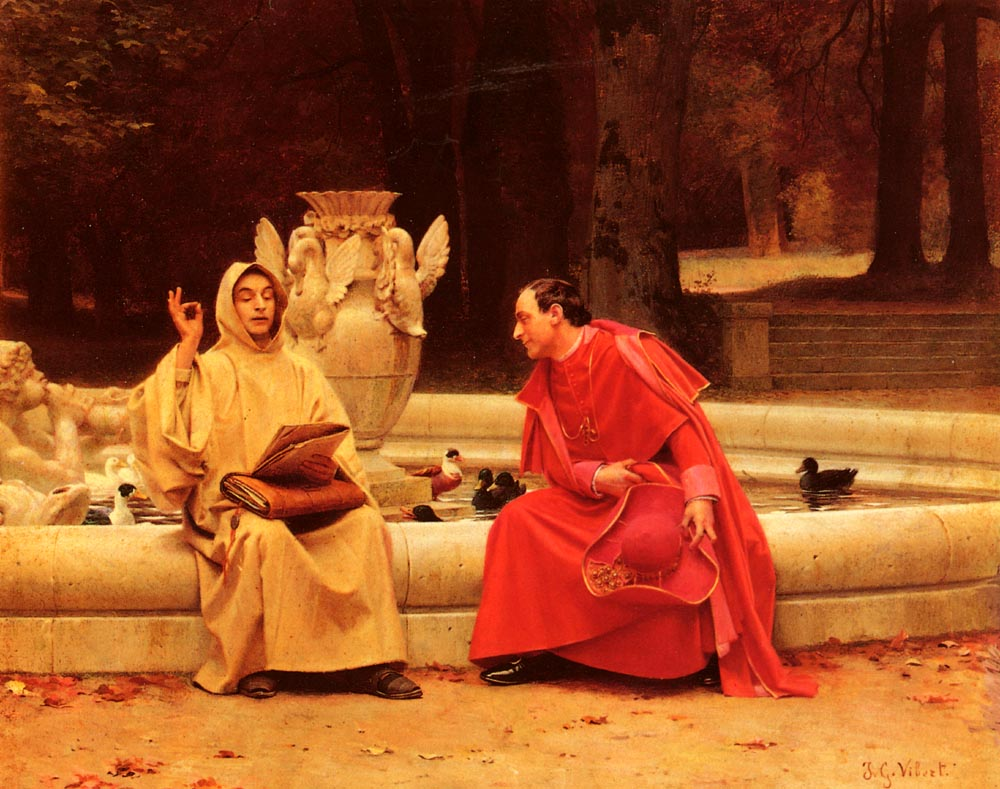
’A Fine Point’ de Jehan Georges Vibert. Nótese la dirección de la mirada del cardenal y la escultura a la derecha del joven monje.

El arte anticlerical es un género de retrato en el que aparecen personajes del clero, especialmente de la iglesia católica en contextos poco halagadores.
Tuvo gran auge en durante el movimiento anticlerical predecesor de la Reforma (siglo XVI), durante la propia Reforma para expresar las críticas hacia la Iglesia católica y durante la Contrarreforma. En esa época Alberto Durero fue uno de los más célebres pintores que realizó sátiras sobre el tema además de cuadros como Cuatro apóstoles donde deja entrever sus ideas próximas al Luteranismo pintando a los cuatro Apóstoles probablemente a modo de contraposición a la estructura eclesiástica posterior. En el mismo periodo nos encontramos con autores como el luterano Lucas Cranach el Viejo que representa al Papa como el Anticristo en la serie de grabados Passional de Cristo y el Anticristo
Fue especialmente popular en Francia durante la segunda mitad del siglo XIX, momento en el que el mensaje anticlerical se situaba en el ambiente político. Las pinturas más típicas muestran a cardenales con sus trajes rojos participando en actividades impropias en sus lujosos aposentos privados.
Algunos artistas del siglo XIX y principios del XX conocidos por sus pinturas anticlericales son: Francesco Brunery, Georges Croegaert, Charles Édouard Delort, Jehan Georges Vibert o Eduardo Zamacois y Zabala.  En el campo del arte contemporáneo producen este tipo de arte, artistas como  Masami Teraoka, León Ferrari o Abel Azcona.

## Ejemplos de arte anticlerical

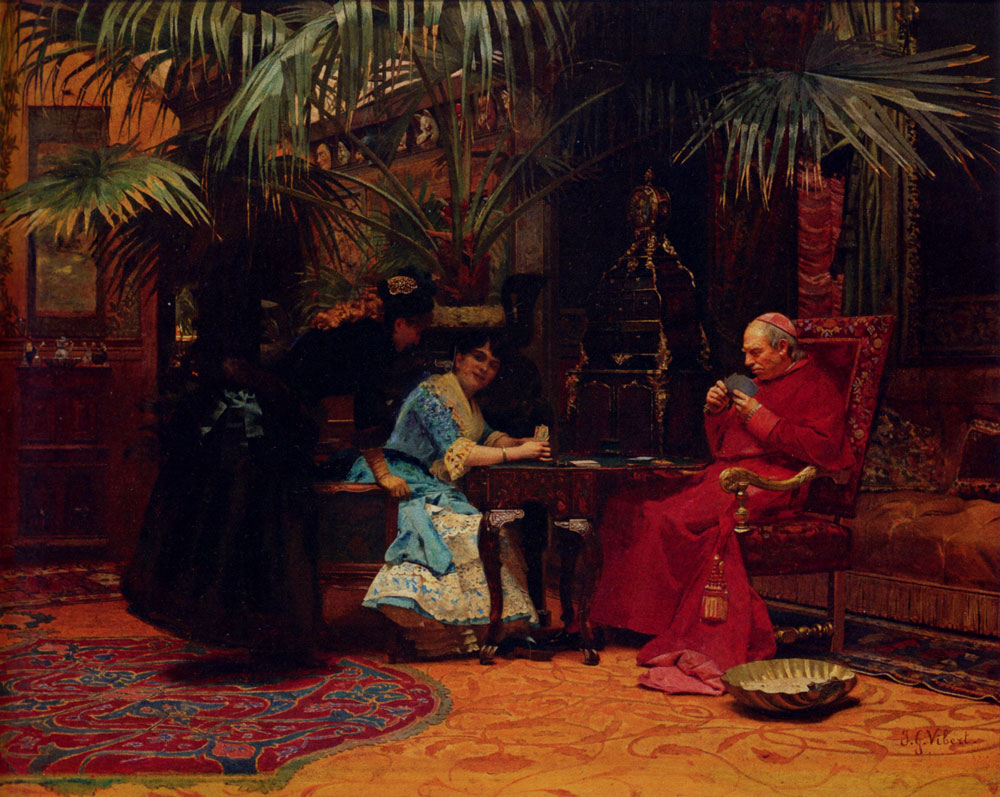
La Iglesia en peligro, de Jehan Georges Vibert
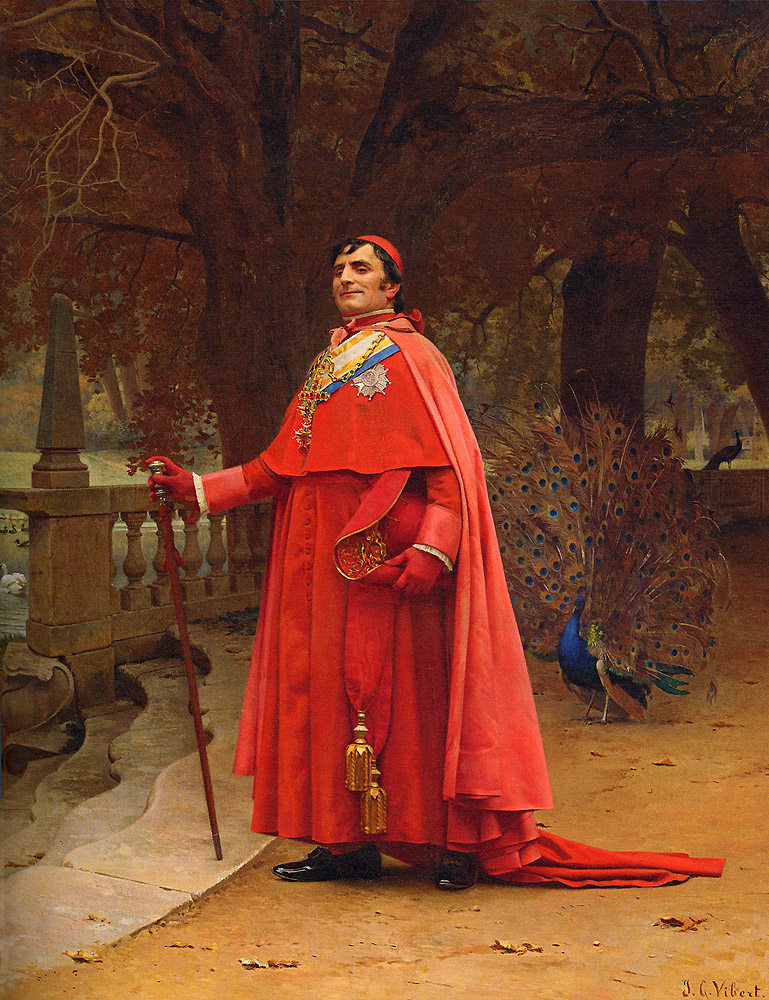
El pavo acicalado, Jehan Georges Vibert
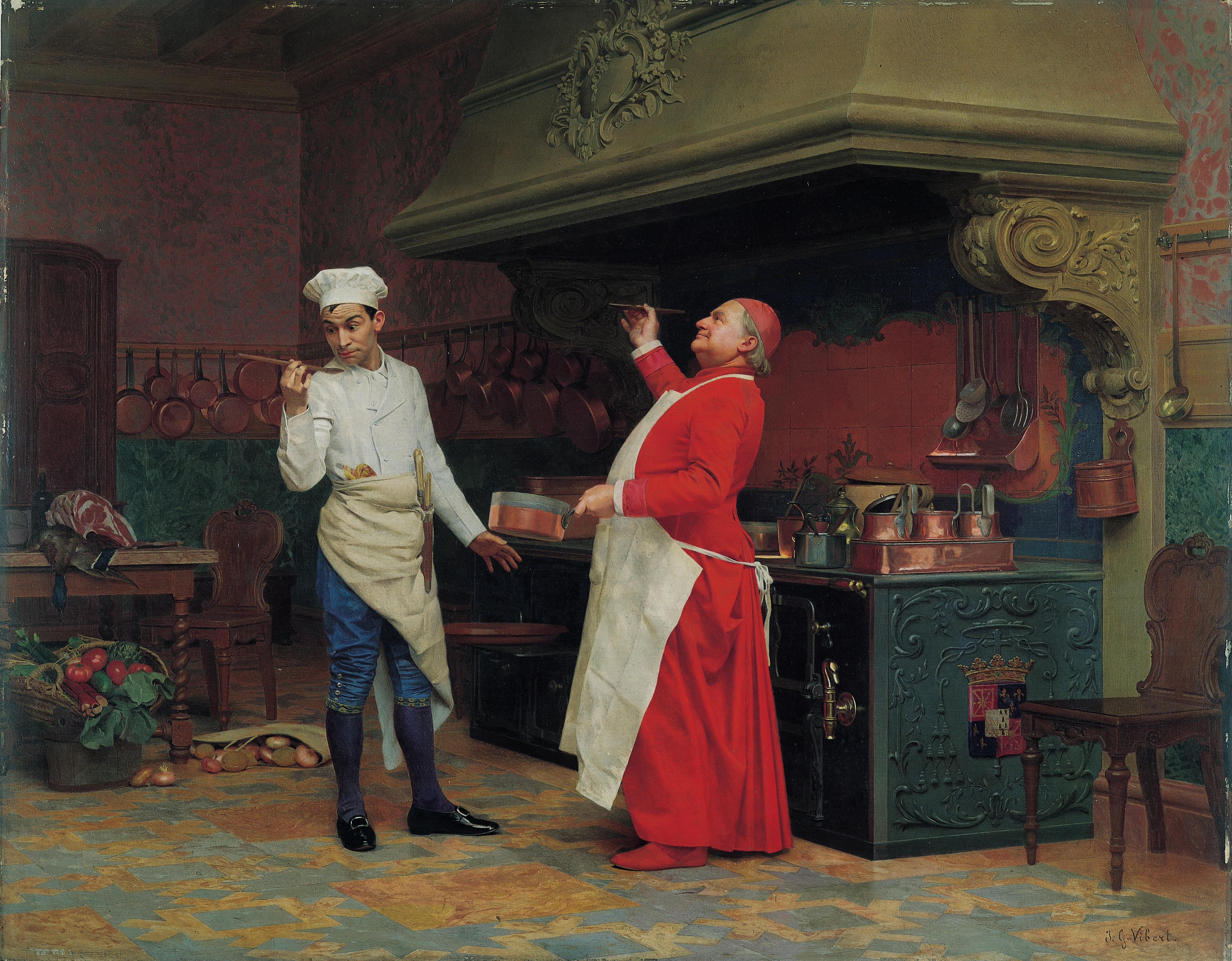
La salsa maravillosa, Jehan Georges Vibert, ca. 1890, Albright-Knox Art Gallery
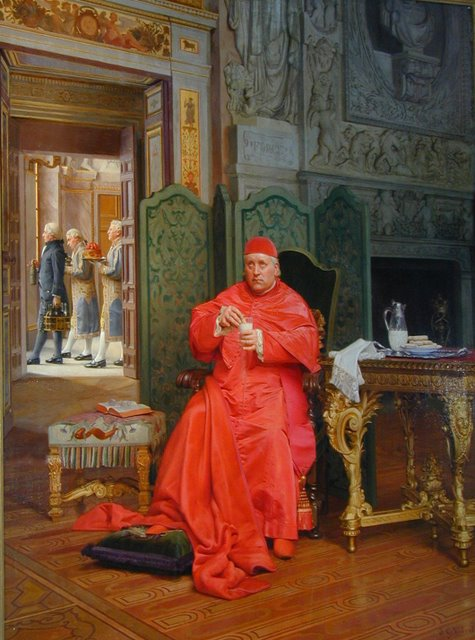
La dieta, Jehan Georges Vibert, colección privada
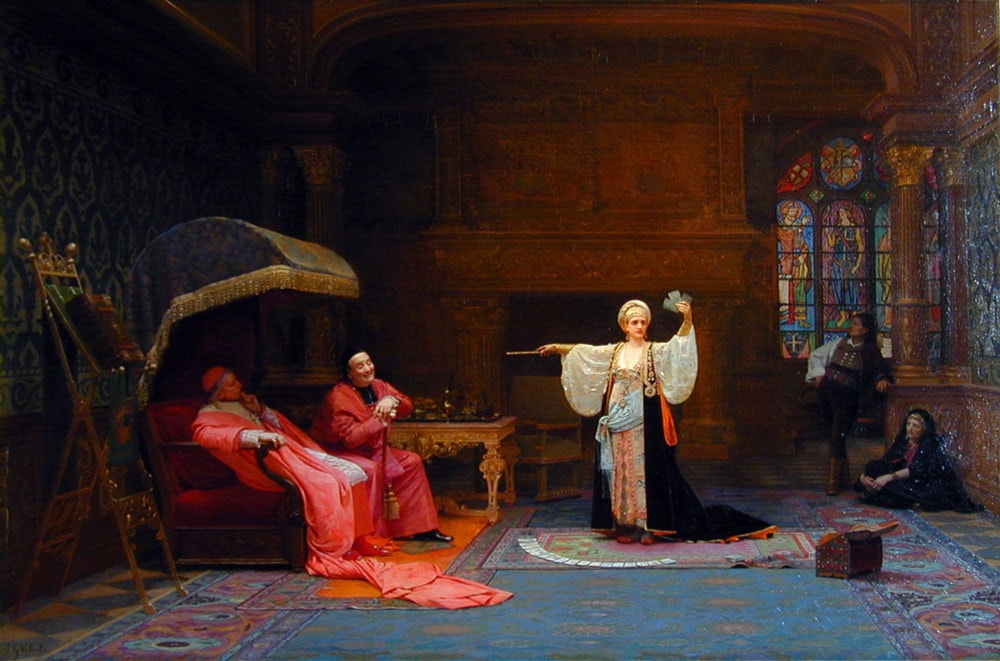
El adivino, Jehan Georges Vibert, colección privada
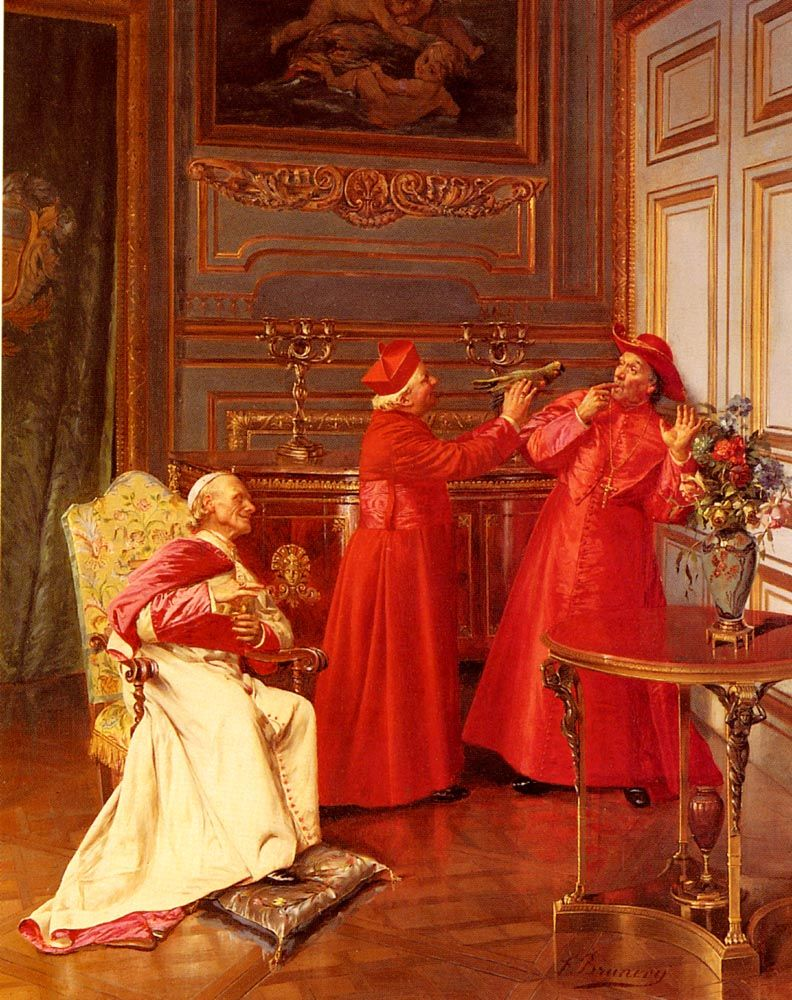
No tengáis miedo, Francesco Brunery
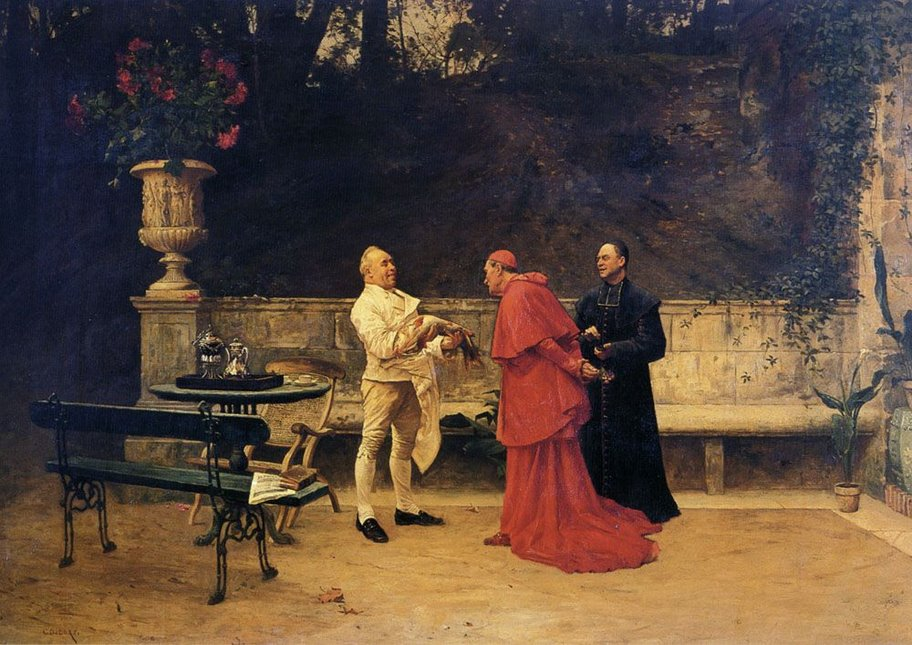
Viernes, Charles Édouard Delort, colección privada
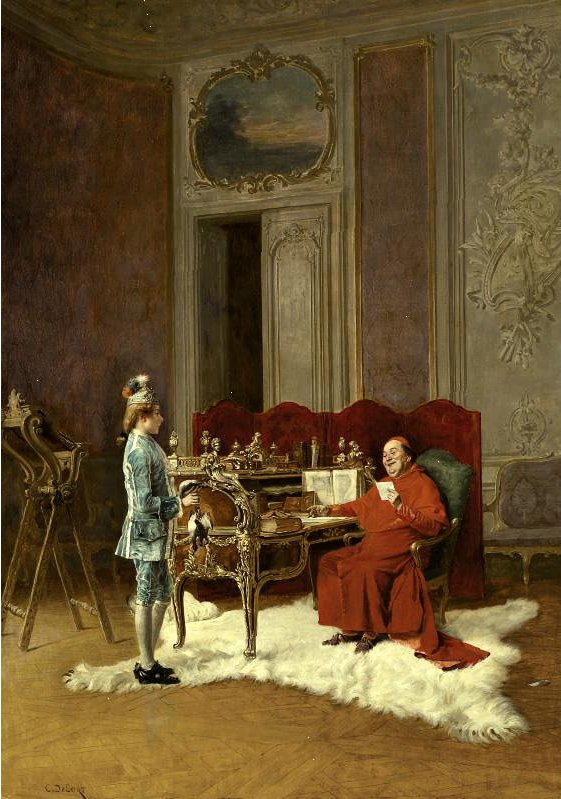
Juego para el cardenal, Charles Édouard Delort
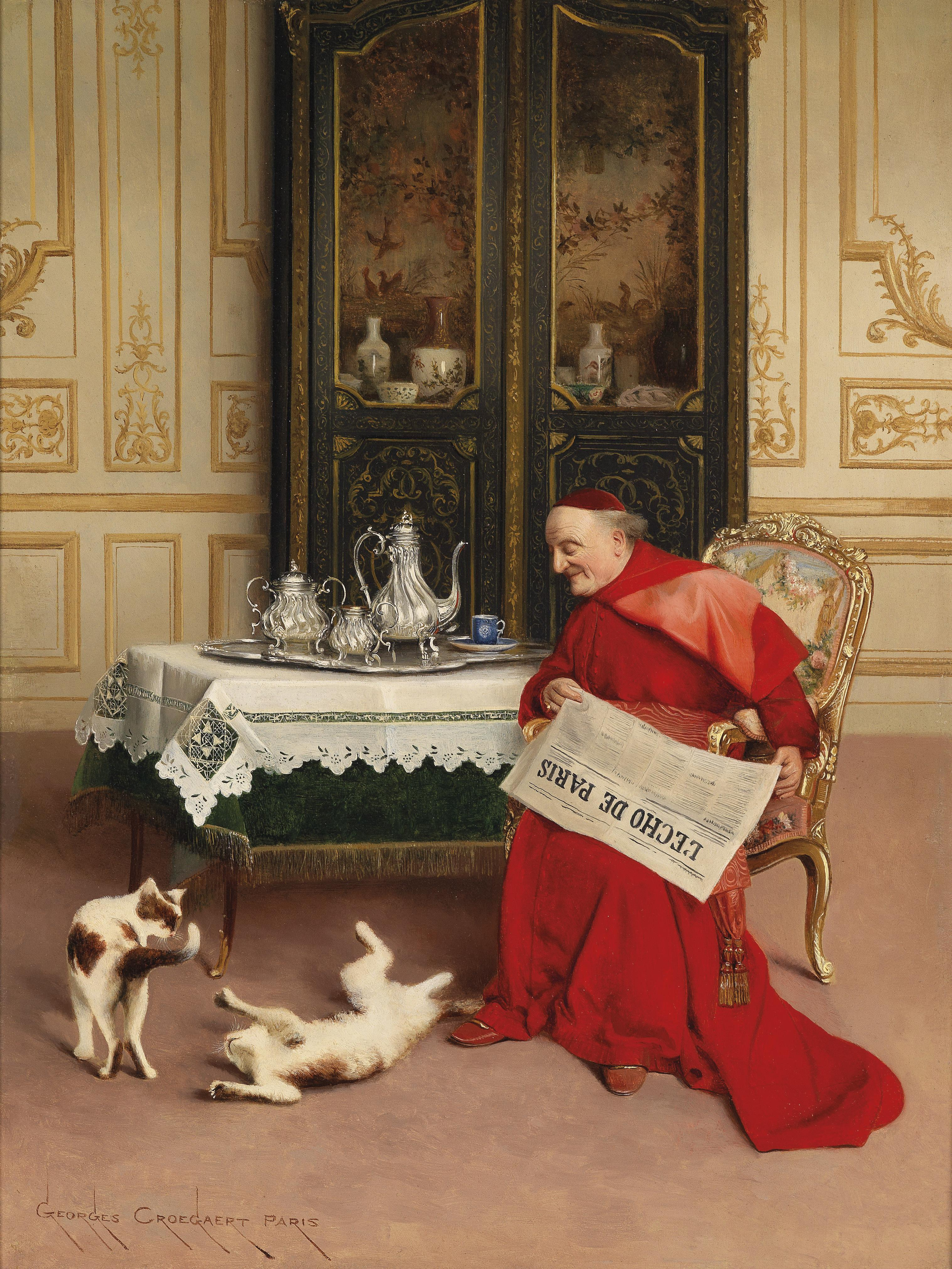
Juegos de gatos, Georges Croegaert
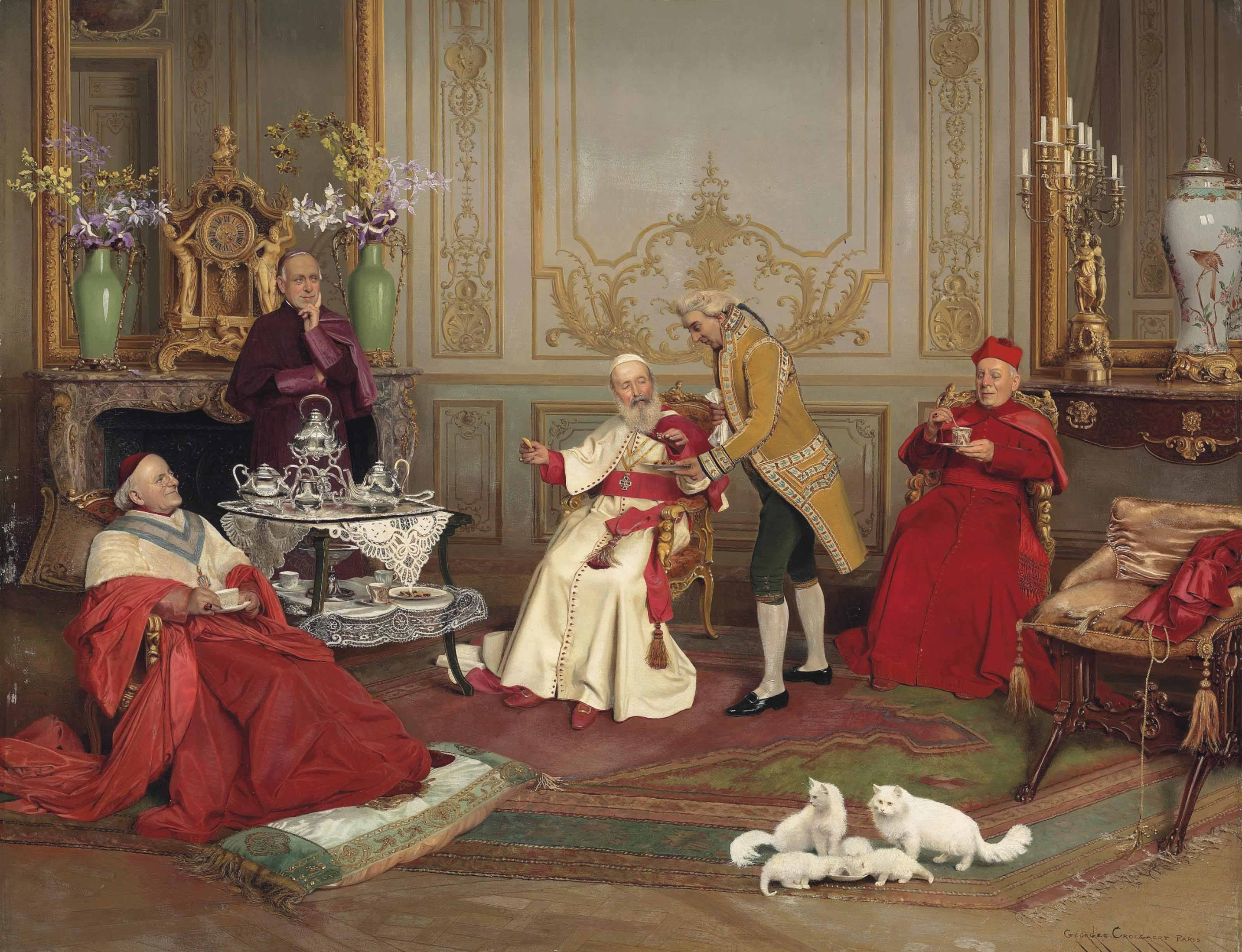
Un visitante distinguido, Georges Croegaert
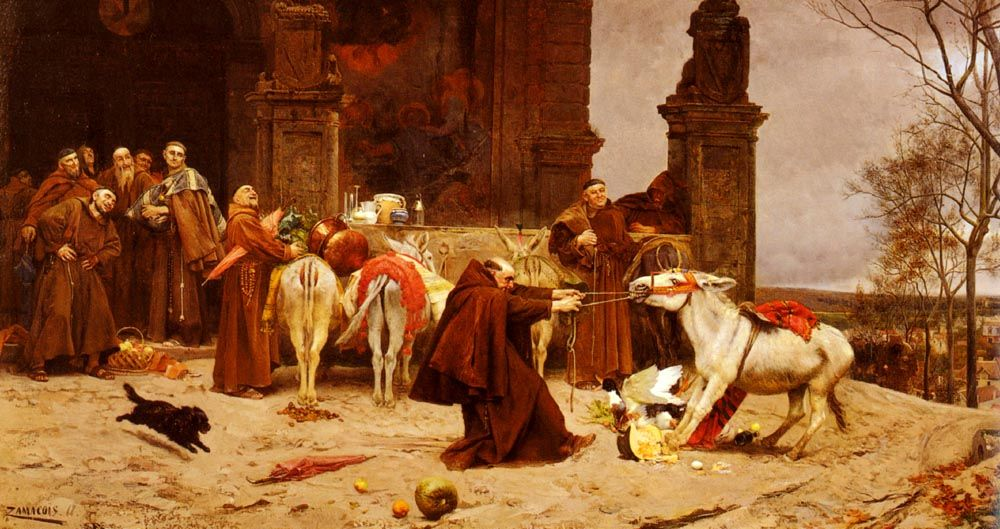
Domesticando al burro, Eduardo Zamacois y Zabala, 1868, colección privada

- Datos: Q4774335
- Multimedia: Anti-clerical art / Q4774335